# Helicoverpa signata
Helicoverpa signata är en fjärilsart som beskrevs av W. Warren 1912. Helicoverpa signata ingår i släktet Helicoverpa och familjen nattflyn. Inga underarter finns listade i Catalogue of Life.